# ロン・マクガヴニー
ロン・マクガヴニー（Ronald McGovney, 1963年11月2日 - ）は、アメリカ合衆国カリフォルニア州ロサンゼルス出身。メタリカの元ベーシストで、現在は引退している。

## 来歴

### レザー・チャーム から メタリカ
1981年6月、ロンのルームメイトであり、幼馴染みでもあるジェイムズ・ヘットフィールドと、ジェイムズの前身バンド（Phantom Lord）のギタリストであるヒュー・ターナーと共にヘヴィメタル・バンドLeather Charmを結成。
ターナー脱退後、ギタリストにトロイ・ジェイムズ、ドラマーにジム・マリガンが加入するが、マリガンの加入はバンドの解散に繋がってしまう。
1981年末、ジェイムズ・ヘットフィールドとドラマーのラーズ・ウルリッヒに加え、ロンと、ギタリストのデイヴ・ムステインの加入によりメタリカが結成された。
　ラーズとジェイムズ、ロンは、カリフォルニア州のニューポートビーチ市(全米有数の富裕層の居住区)に住む知り合い同士であり、ジェイムズは、ロンの両親の持ち物であるマンションで一緒に暮らしていた。ロンは、モトリー・クルーの大ファンであり、趣味でロックスターのフォトグラファーをしており、ヘヴィ・メタルに興味をもっていた。家のガレージをスタジオ代わりにして自由に使っており、デイヴ・ムステインがメタリカ加入を決める際、オーディションを受けたのも、その場所だった。
　少年期からの知り合いであるラーズやジェイムズとの関係は、対等とは言い難く、やがて、メタリカがロサンゼルスとサンフランシスコの間を演奏のために車で行き来するようになると、少々行き過ぎたからかいやいたずらを受けたり、いつも飲食代を支払わされるようになり、ロンは、そうした扱いに、屈辱を感じるようになっていった。(ムステインは、当時のことを振り返り、ロンが自分で自分を守ろうとしないからいじめがエスカレートするのではないかと思っていたと語っている)。
　しかし、ロンにとって、ムステインは、“何をしでかすかわからない危険な人間”であり、ムステインにとって、ロンは、(4歳の頃両親が離婚し、母親一人の稼ぎで経済的貧窮の中で暮らし、15歳にして独立したムステインの生い立ちからすると)、“親の金でとてつもなく贅沢な暮らしをしているマザコン野郎”にしか見えず、二人は互いに嫌い合っていた。
　なお、『メガデス・ドキュメンタリー狂気の旋律』(2001年)でロン本人により語られていたエピソードについては、ロンとムステイン、それぞれの言い分に大きな食い違いがあり、“真相は藪の中”である。ロンは、「ムステインが酔っ払って自分のベースにビールを瓶一本分注ぎ、知らずに電源を入れたら、感電して吹っ飛んだ」と語っているが、ムステインは、「ロンが自分のウィッシュボーンベースのピックアップにビール１缶を注いでひどく高価な機材の一部を壊したとき、俺は彼を大声で罵った。それがロンを激怒させたのはわかっている」と語っている。　
　いずれにせよ、いかにもロック・スター然とした生活と、連日連夜飲み騒ぐパーティの日々を送り、音楽的にもそれぞれ独自の才能と強力な個性を主張する他の三人に比べ、ロンの存在感は徐々に薄れていき、やがて彼は、メタリカでの自身の役割がバンドのメンバーとしてではなく、“財布”、あるいはローディーであるかのような状況に屈辱を感じるようになり、1982年12月12日、メタリカを脱退してしまう。
脱退後、彼の代わりには、トラウマというバンドのベーシストであったクリフ・バートンが加入した。
個人的な対立にもかかわらず、ロンの居た時代のメタリカは成功を収めた。彼はメタリカでいくつかのデモ音源を残している。彼がベースを弾いた、「Hit the Lights」などがその代表である。
メタリカ脱退後、1986～1988年までファンタズムとして活動した。
脱退後、メタリカとは長い間交流は無かったが2011年12月10日、バンド結成30年周年記念ライブにおいて23年ぶりに出演しバンドとパフォーマンスを行い、脱退の一因となったデイヴ・ムステイン、初めての音源に参加したギタリストであるロイド・グラントらと共に2曲（「Hit the Lights」と「 Seek & Destroy 」）を演奏した。 
その後彼は2年後の2013年12月5日にノースカロライナ州シャーロットで行われたデイヴ・ムステインのバンドであるメガデスの公演にもゲスト出演し、シン・リジィの「Cold Sweat 」のカバーバージョンでリードボーカルを務めている。

## 私生活
ロンはスコットランドの家系にあり、現在2人の息子ジャスティンとタイラー、娘のジョーダンとノースカロライナ州に住んでいる。